# Volokolamsk
Volokolamsk (en ruso: Волокола́мск) es una ciudad del óblast de Moscú, en Rusia, centro administrativo del raión de Volokolamsk. Está situada a orillas del río Gorodenka, a 129 km al noroeste de Moscú. La ciudad contaba con 23.865 habitantes en 2009. Cabe destacar, que es la ciudad más antigua de la región de Moscú (doce años más antigua que Moscú) es mencionada por primera vez es la Crónica Laurentiana en 1135, y hasta el siglo XVIII, la ciudad era conocida como «Vólokom Lamski».

## Economía
Volokolamsk es una importante ciudad industrial. Existen fábricas de materiales para la construcción así como una fábrica textil y varias procesadoras de alimentos agrícolas. En 2006-2007 se estableció cerca de la ciudad una fábrica química de la productora estadounidense 3M. No está lejos de la línea de ferrocarril Moscú - Riga.

## Historia

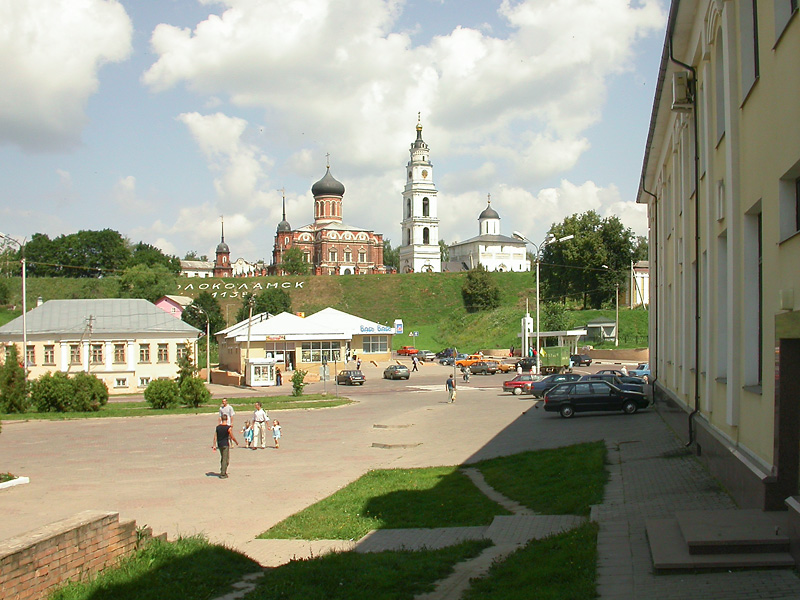
El Kremlin de Volokolamsk con la catedral antigua y la nueva en segundo plano.

Volokolamsk es mencionada por primera vez en la Crónica de Voskresensk en el año 1135. La ciudad fue construida por los mercaderes de Nóvgorod sobre un lugar de acarreo entre dos ríos (vólok, en ruso) de cinco kilómetros en la ruta de Nóvgorod a Moscú y Riazán. De ahí el nombre de la ciudad, Vólok sobre el río Lama. La ciudad permanecerá como el enclave más meridional de la República de Nóvgorod hasta 1398.
En 1178, Volokolamsk fue incenciada por Vsévolod III de Vladímir, quien la anexionaría a las tierras de Vladímir-Súzdal. Su hijo Yaroslav II de Nóvgorod la incorpora a las de Nóvgorod en 1231. Tras la invasión mongola de Rusia, la ciudad fue dividida en dos partes, una atribuida a Nóvgorod y la otra a Vladímir. El principado de Tver no conseguiría tomarla en 1273.
Iván I ofreció su parte de la ciudad al boyardo Rodión Néstorovich, que arrebató la otra parte a Nóvgorod. En 1345, Simeón de Moscú donó Volokolamsk a su suegro, uno de los príncipes Smolensk. Como propiedad de los señores de esta última ciudad, resistió un asedio de tres meses por parte de las tropas de Algirdas en 1371. Toqtamish fue vencido por Vladímir el Valiente en 1383, cerca de Volokolamsk. Poco tiempo después la ciudad regresó a los dominios de Nóvgorod.

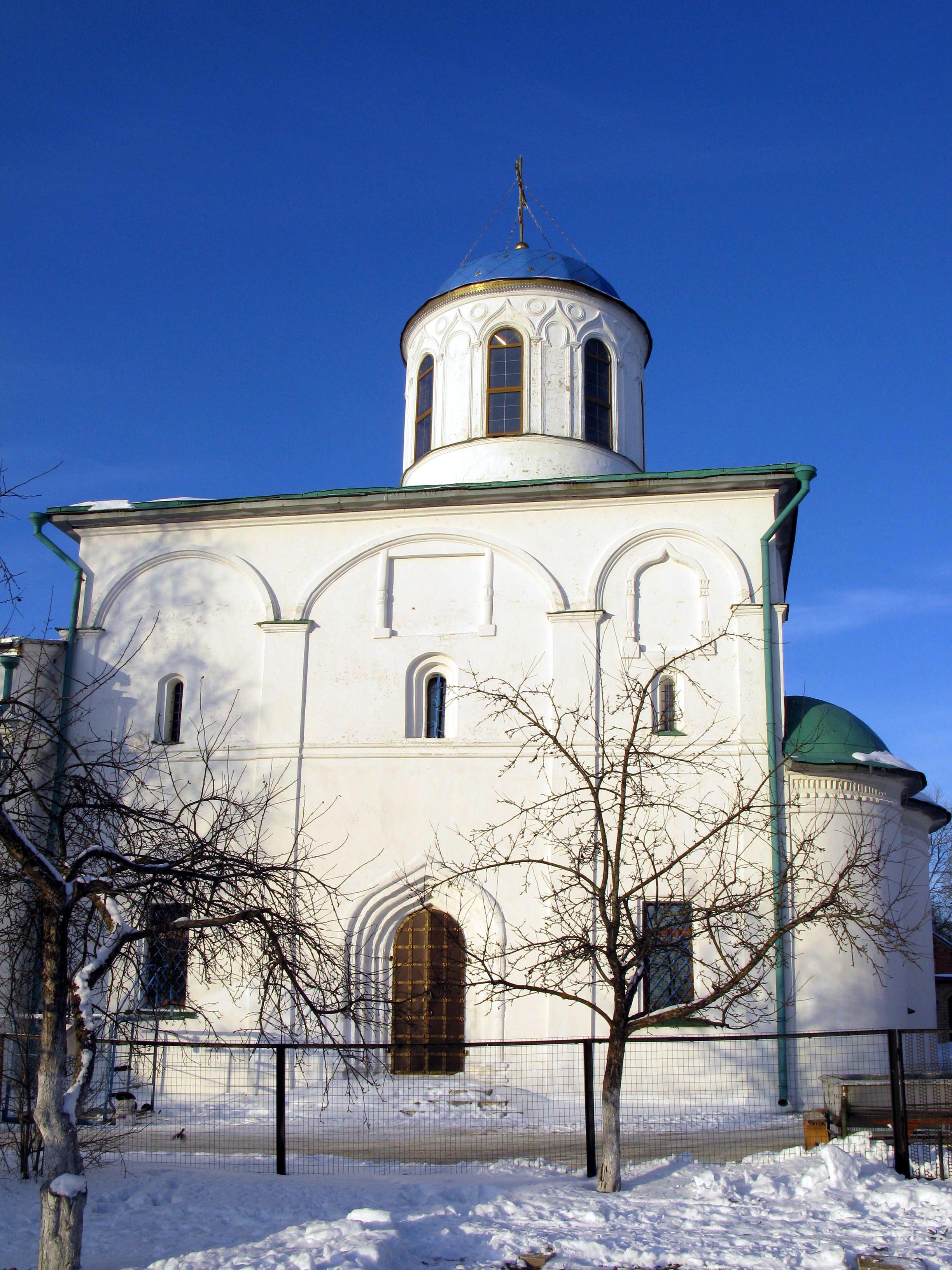
Iglesia de la Natividad de la Teotokos.

En 1398, Basilio I de Rusia incorporó definitivamente Volokolamsk a Moscovia. Diez años más tarde, fue cedida por dos años a Švitrigaila, que había roto con Moscú. Habiendo perdido las relaciones con Nóvgorod y la Hansa, la ciudad entró en declive y no es mencionada en ninguna fuente durante los siguientes cincuenta años. En 1462, Iván III de Rusia dona la ciudad a su hermano, convirtiéndose en la sede de un principado. Su primer príncipe erige la catedral de la Resurrección en piedra calcárea y con una sola cúpula, que se encuentra todavía en pie. Otro príncipe fue Andréi Vólotski, que construyó como obra principal en su reinado la catedral de tres cúpulas del monasterio Viázmishchi en 1535.
En 1613 resiste un asedio por parte de las tropas de Segismundo III Vasa, acontecimiento que explica la presencia de fortificaciones en el escudo de armas de la ciudad. En esa época, Volokolamsk estaba ligada al Monasterio Iósifo-Vólotski, situado a 17 kilómetros de la ciudad.
El poder soviético fue establecido en Volokolamsk a finales de octubre de 1917.
Durante la Segunda Guerra Mundial, se dieron cruentos combates entre las tropas alemanas y las fuerzas del 16.º Ejército soviético cerca de la ciudad, incluyendo uno de los primeros usos de la artillería de cohetes Katiusha. En noviembre de 1941, 28 soldados soviéticos de la 316.º División de Fusileros consiguieron inutilizar dieciocho carros de combate enemigos a ocho kilómetros de Volokolamsk luchando a corta distancia con granadas de mano.

## Demografía
| 1897   | 1926   | 1939   | 1959   | 1970   |
| ------ | ------ | ------ | ------ | ------ |
| 2 900  | 3 400  | 5 400  | 11 100 | 15 500 |
| 1979   | 1989   | 1992   | 2002   | 2008   |
| 18 400 | 18 226 | 18 300 | 16 656 | 24 028 |